# Bundesstraße 483
Die Bundesstraße 483 (Abkürzung: B 483) ist eine deutsche Bundesstraße in Nordrhein-Westfalen südöstlich von Wuppertal.

## Allgemeines
Die B 483 verbindet die Städte Schwelm, Ennepetal, Radevormwald und Hückeswagen miteinander.

## Geschichte/Weiteres
Die Bundesstraße 483 wurde Anfang der 1960er-Jahre eingerichtet, um das Netz der Bundesstraßen zu verbessern. Bei Radevormwald verläuft sie mit der Bundesstraße 229 auf einer Trasse. Da dies jedoch weniger als ein Kilometer ist, wird die zweite Kreuzung im Verlauf (anders als sonst) nicht erwähnt.
Die B 483 ist bei Radevormwald ein gefährliches Teilstück, weil es sehr kurvenreich ist und viele Verkehrsteilnehmer oft die Geschwindigkeit dem nicht entsprechend anpassen.
Seit über 40 Jahren wird im Bereich Schwelm über einen Neubau der Strecke diskutiert (B 483n). Dieses 8,6 km lange, als Ortsumgehung Schwelm angelegte Teilstück ist im Bundesverkehrswegeplan 2030 in den Vordringlichen Bedarf eingestuft.